# Umpeau
Umpeau és un municipi francès, situat al departament de l'Eure i Loir i a la regió de Centre – Vall del Loira. L'any 2007 tenia 415 habitants.

## Demografia

### Població
El 2007 la població de fet d'Umpeau era de 415 persones. Hi havia 138 famílies, de les quals 20 eren unipersonals (16 homes vivint sols i 4 dones vivint soles), 47 parelles sense fills, 67 parelles amb fills i 4 famílies monoparentals amb fills.
La població ha evolucionat segons el següent gràfic:
Habitants censats

### Habitatges
El 2007 hi havia 163 habitatges, 141 eren l'habitatge principal de la família, 8 eren segones residències i 13 estaven desocupats. 158 eren cases i 5 eren apartaments. Dels 141 habitatges principals, 126 estaven ocupats pels seus propietaris i 16 estaven llogats i ocupats pels llogaters; 8 tenien dues cambres, 18 en tenien tres, 32 en tenien quatre i 83 en tenien cinc o més. 126 habitatges disposaven pel capbaix d'una plaça de pàrquing. A 50 habitatges hi havia un automòbil i a 88 n'hi havia dos o més.

### Piràmide de població
La piràmide de població per edats i sexe el 2009 era:
| Homes | Edats   | Dones |
| ----- | ------- | ----- |
| 4     | 95 o +  | 0     |
| 0     | 90 a 94 | 0     |
| 0     | 85 a 89 | 4     |
| 4     | 80 a 84 | 0     |
| 0     | 75 a 79 | 8     |
| 0     | 70 a 74 | 4     |
| 4     | 65 a 69 | 8     |
| 16    | 60 a 64 | 4     |
| 16    | 55 a 59 | 0     |
| 8     | 50 a 54 | 20    |
| 8     | 45 a 49 | 12    |
| 24    | 40 a 44 | 28    |
| 16    | 35 a 39 | 12    |
| 12    | 30 a 34 | 4     |
| 4     | 25 a 29 | 20    |
| 8     | 20 a 24 | 4     |
| 16    | 15 a 19 | 20    |
| 24    | 10 a 14 | 20    |
| 16    | 5 a 9   | 16    |
| 4     | 0 a 4   | 4     |

## Economia
El 2007 la població en edat de treballar era de 261 persones, 210 eren actives i 51 eren inactives. De les 210 persones actives 191 estaven ocupades (105 homes i 86 dones) i 19 estaven aturades (12 homes i 7 dones). De les 51 persones inactives 15 estaven jubilades, 23 estaven estudiant i 13 estaven classificades com a «altres inactius».

### Ingressos
El 2009 a Umpeau hi havia 141 unitats fiscals que integraven 424,5 persones, la mediana anual d'ingressos fiscals per persona era de 19.021 €.

### Activitats econòmiques
Dels 5 establiments que hi havia el 2007, 2 eren d'empreses de comerç i reparació d'automòbils, 1 d'una empresa de transport, 1 d'una empresa financera i 1 d'una empresa de serveis.
L'any 2000 a Umpeau hi havia 10 explotacions agrícoles que ocupaven un total de 896 hectàrees.

## Poblacions més properes
El següent diagrama mostra les poblacions més properes.